# توم لوند
توم لوند (بالنرويجية البوكمول: Tom Lund)‏ (10 سبتمبر 1950 في النرويج - ) هو مدرب كرة قدم ولاعب كرة قدم نرويجي في مركز الهجوم. شارك مع منتخب النرويج لكرة القدم. أما مع النوادي، فقد لعب مع نادي ليلستروم.

## مسيرته الكروية
لعب توم لوند خلال مسيرته الاحترافية مع نادِ واحدٍ في ستة عشر موسمًا وسجل خلالها 154 هدف ضمن 274 مباراة. حيث فاز في ثلاثة مواسم بالكأس وفي موسمين بالدوري.
خاض توم لوند مسيرته مع نادي ليلستروم في موسم 1967 ليلعب معه ستة عشر موسمًا، مشاركًا في 274 مباراة سجل خلالها 154 هدف.

## وصلات خارجية
- توم لوند على موقع الاتحاد الأوربي (الإنجليزية)
- توم لوند على موقع اتحاد النرويج (النرويجية)
- توم لوند على موقع قاعدة بيانات كرة القدم.إي يو (الإنجليزية)
- توم لوند على موقع ناشيونال فوتبول تيمز (الإنجليزية)
- توم لوند على موقع عالم كرة القدم.نت (الإنجليزية)